# Giulio Bastiani
Giulio Bastiani – włoski bokser, brązowy medalista Mistrzostw Europy z roku 1947.
W ćwierćfinale Mistrzostw Europy w Dublinie pokonał Francuza Gabriela Bigotte. W półfinale przegrał na punkty z reprezentantem Irlandii Gearoidem O'Colmainem. W walce o trzecie miejsce pokonał reprezentanta Czechosłowacji Bedřicha Lívanský, zdobywając brązowy medal w kategorii ciężkiej.